# Toy Story (videogioco)
Toy Story è un videogioco per Sega Mega Drive, Super Nintendo, Game Boy e Windows 95 sviluppato dalla Traveller's Tales e pubblicato dalla Disney Interactive. Il videogioco è basato sul film della Disney-Pixar Toy Story. La versione in lingua giapponese del videogioco è stata distribuita dalla Capcom. Il videogioco, così come il film da cui esso è tratto, ha avuto un sequel nel 1999 intitolato Toy Story 2: Woody e Buzz alla riscossa!.

## Modalità di gioco
I giocatori controllano Woody attraverso i 17 livelli (18 per la versione per Sega Mega Drive) che riprendono la storia del film. Woody è dotato di una corda a cui "legare" gli avversari, ma non è possibile ucciderli, può essere usata con alcuni ganci.

## Musiche
Le musiche sono state composte da Andy Blythe & Marten Joustra.